# 16-Tile Mah Jongg
 (mars 2019).
Si vous disposez d'ouvrages ou d'articles de référence ou si vous connaissez des sites web de qualité traitant du thème abordé ici, merci de compléter l'article en donnant les références utiles à sa vérifiabilité et en les liant à la section « Notes et références ».
16-Tile Mah Jongg (Jyūroku Hari Mahjong) est un jeu vidéo de mah-jong sorti en 1992 sur Mega Drive. Le jeu a été développé et édité par City Man Technologies.

## Système de jeu
Le jeu reprend les règles taiwanaises du mahjong, dont la plus grande différence avec les autres règles est que le joueur à une main de 16 tuiles au départ (exemple : dans le mahjong japonais c'est 13 tuiles au départ). Le jeu contient quelques éléments érotiques.